# Liudmila Harazhanskaya
Liudmila Mikalayeuna Harazhanskaya –en bielorruso, Людміла Мікалаеўна Гаражанская; en ruso, Людмила Николаевна Горожанская, Liudmila Nikolayevna Gorozhanskaya– (Brest, 17 de junio de 1970) es una deportista bielorrusa que compitió en ciclismo en la modalidad de pista.
Ganó una medalla de bronce en el Campeonato Mundial de Ciclismo en Pista de 1994, en la carrera por puntos. Participó en los Juegos Olímpicos de Atlanta 1996, ocupando el sexto lugar en la prueba de puntuación.

## Medallero internacional
| Campeonato Mundial | Campeonato Mundial | Campeonato Mundial | Campeonato Mundial |
| Año                | Lugar              | Medalla            | Competición        |
| ------------------ | ------------------ | ------------------ | ------------------ |
| 1994               | Palermo (Italia)   | Medalla de bronce  | Puntuación         |